# Kunkelspass
Kunkelspass är ett bergspass i Schweiz.   Det ligger i regionen Imboden och kantonen Graubünden, i den östra delen av landet, 150 km öster om huvudstaden Bern. Kunkelspass ligger 1 348 meter över havet.
Terrängen runt Kunkelspass är huvudsakligen bergig, men åt sydväst är den kuperad. Närmaste större samhälle är Chur, 9,1 km öster om Kunkelspass. 
I omgivningarna runt Kunkelspass växer i huvudsak blandskog. Runt Kunkelspass är det ganska tätbefolkat, med 90 invånare per kvadratkilometer.